# Henriette d'Oultremont
Henriette d'Oultremont (Mastrique, 28 de febrero de 1792 - Aquisgrán, 26 de octubre de 1864) fue una aristócrata valona. Es conocida por haber sido la segunda esposa del rey Guillermo I de los Países Bajos. Debido a la inequidad social de su matrimonio, nunca ostentó el título de reina ni el de princesa, sin embargo fue convertida en Condesa de Nassau.

## Títulos y tratamientos
Esta tabla aún no está actualizada. Puedes contribuir aportando información sobre títulos y tratamientos de esta persona.